# Santa Maria Liberatrice al Foro Romano
Santa Maria Liberatrice ou Igreja de Santa Maria Libertadora foi uma igreja católica em Roma, localizada no rione Campitelli, no interior do Fórum Romano. Foi demolida em 1900 para revelar a igreja paleocristã de Santa Maria Antiqua.

## História

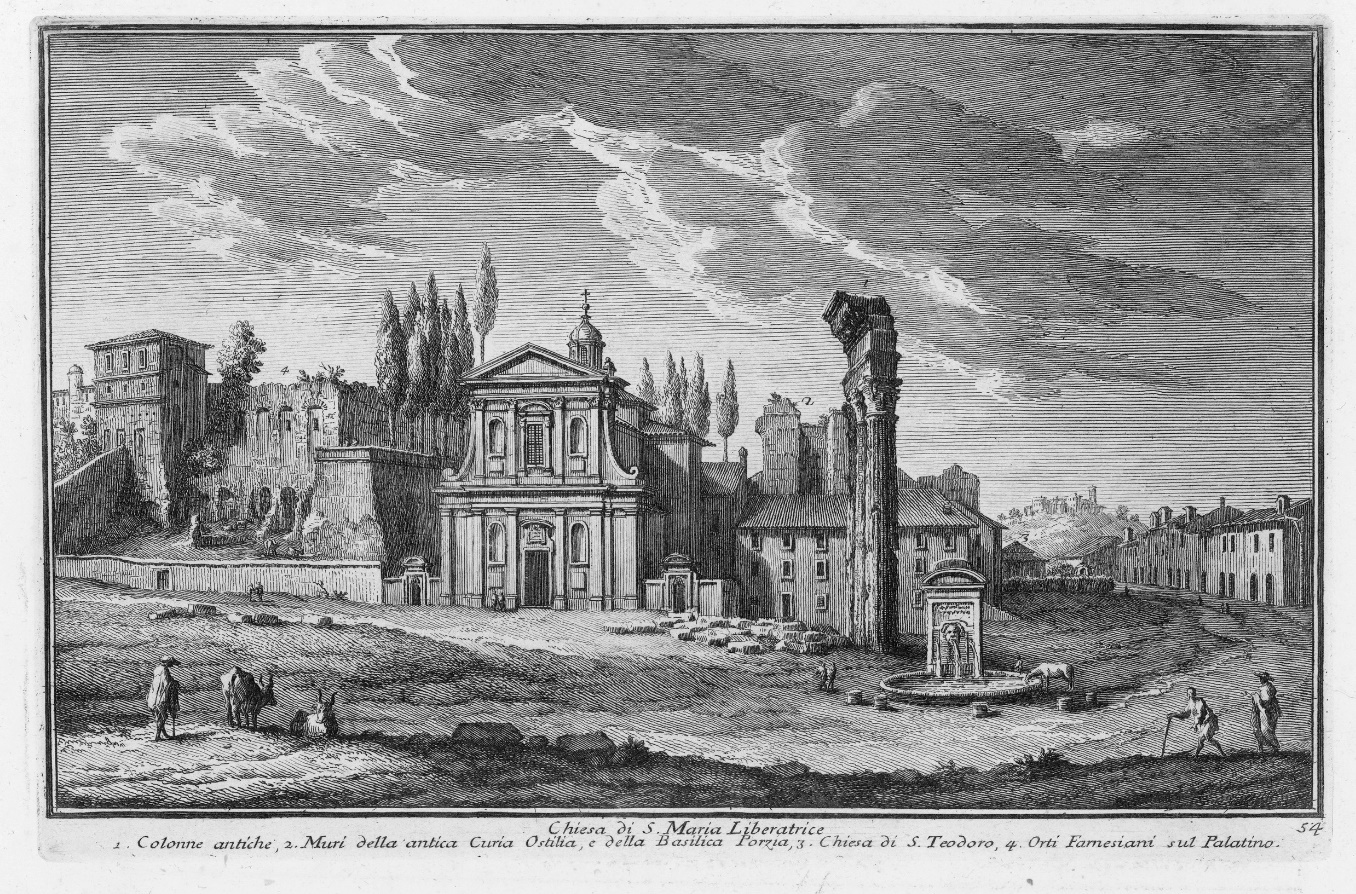
Gravura de Vasi (séc. XVIII). Perceba o Templo de Castor e Pólux em primeiro plano e a igreja no fundo.

A igreja foi construída no século XIII no local da antiga Santa Maria Antiqua e estava arruinada. Era chamada também de Sancta Maria libera nos a poenis inferni ou "Santa Maria Libertadora das Penas do Inferno". Foi restaurada em 1617 por Onorio Longhi, que finalmente eliminou todos os traços de Santa Maria Antiqua.
Em 1900, decidiu-se que a igreja seria demolida, mas o título continuou e foi transferido, assim como as decorações em estuque e os mármores multicoloridos, para Santa Maria Liberatrice a Monte Testaccio, no rione Testaccio.